# Indicatore LCI
Un indicatore LCI (in inglese liquid contact indicator) è un piccolo indicatore in grado di cambiare colore, dal bianco in genere al rosso, dopo il contatto con l'acqua.
Questi indicatori sono dei piccoli adesivi in genere piazzati in svariati punti all'interno di dispositivi elettronici, ad esempio laptop e smartphone.
In caso di un dispositivo malfunzionante, un tecnico può quindi controllare se il dispositivo in questione è entrato in contatto con l'acqua, e, in caso positivo, il dispositivo non è più coperto da garanzia.

## Utilizzo

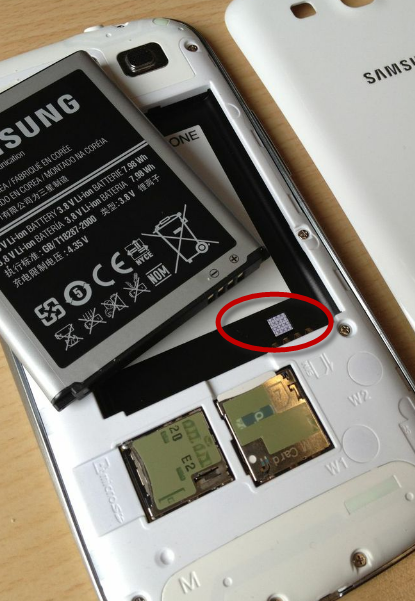
Un indicatore LCI adesivo in un cellulare Samsung Galaxy S III GT-i9300

L'utilizzo principale di un indicatore LCI è di fornire suggerimenti circa il malfunzionamento di un dispositivo. L'indicatore LCI può essere inoltre usato per evitare discussioni riguardo alla garanzia, in caso sia stato attivato.
Ciononostante, possono esserci dei casi dove l'indicatore è stato attivato erroneamente.
- La prolungata esposizione di un dispositivo in un ambiente umido può attivare l'indicatore.
- In teoria, c'è la possibilità che l'acqua raggiunga un indicatore, senza che essa tocchi parti elettroniche, ad esempio una goccia di pioggia potrebbe finire all'interno del connettore delle cuffie di un telefono.
- Un utente dovrebbe essere in grado di usare un dispositivo in circostanze normali. Ad esempio, gli smartphone sono normalmente usati in viaggio, spesso all'aria aperta. Potrebbe quindi iniziare a piovere. In tale situazione, un dispositivo non dovrebbe rompersi, anche se l'indicatore LCI potrebbe essere attivato.

In conclusione, un indicatore può essere attivato, senza che sia l'acqua a causare eventuali malfunzionamenti.

## Realizzazione
Nella loro forma più semplice, gli indicatori LCI sono utili per una prima idea sulle cause di un malfunzionamento. Gli indicatori possono essere sostituiti, in quanto disponibili nei negozi di elettronica online. 
Quando usati per controllare la garanzia di un dispositivo, sono però realizzati in modo da essere difficili da riprodurre e sostituire, spesso usando piccoli dettagli olografici sull'indicatore stesso.

## Posizionamento
Gli indicatori LCI sono piazzati in svariati punti all'interno di dispositivi elettronici, come sotto la tastiera di un notebook e in vari punti sulla sua scheda madre. A volte, tali indicatori sono piazzati in modo da essere ispezionabili dall'esterno. Ad esempio, negli iPhone, sono piazzati degli indicatori all'interno della porta audio, del connettore dock, e vicino allo slot per schede SIM. Negli smartphone Samsung Galaxy dotati di cover rimovibile, è in genere piazzato un LCI vicino ai contatti della batteria. 